# Madarounfa
Madarounfa es una comuna o municipio del departamento de Madarounfa de la región de Maradi, en Níger. En diciembre de 2012 presentaba una población censada de 71 832 habitantes.
Se encuentra situada en el centro-sur del país, cerca de la frontera con Nigeria.